# Tincanita tewah
Tincanita tewah är en insektsart som beskrevs av Otte, D. och R.D. Alexander 1983. Tincanita tewah ingår i släktet Tincanita och familjen syrsor. Inga underarter finns listade i Catalogue of Life.